# Ivan Vejvoda
Ivan Vejvoda (Beograd, 27. decembar 1949) srpski je politikolog, prevodilac i bivši političar. On је bivši potpredsednik  Nemačkog Maršalovog fonda i direktor njihovog projekta Balkanskog fonda za demokratiju. Od 2017. je stalni član bečkog Instituta društvenih nauka. 

## Biografija
Rođen je u 1949. godine u Beogradu, u porodici jugoslovenskog partizana i diplomate Iva Vejvode, po kome je češkog porekla, i majke Olge. Ima braću Gorana Vejvodu (1956) koji je muzičar i živi u Parizu, Srđana Vejvodu, koji je fotograf i živi u SAD, i Marjana Vejvodu.
Maturirao u X gimnaziji u Beogradu, kao i u engleskoj gimnaziji u Parizu (1968), gde je tada živeo, pošto je njegov otac tada bio ambasador SFRJ u Francuskoj. Diplomirao je političke nauke na pariskom Institutu za političke studije (1972). Magistarske studije je odslušao na Filozofskom fakultetu Univerziteta u Beogradu (1974–1976).
Član je srpskog PEN kluba, Filozofskog društva Srbije i Udruženja književnih prevodilaca Srbije.

## Karijera
U periodu 1976–1984. radio je kao samostalni i slobodni istraživač i prevodilac.
Od 1984. bio je kourednik izdavačke kuće "Filip Višnjić" - izdanja edicije "Libertas" iz političke filozofije i teorije, u biblioteci, koju uređuje zajedno sa Trivom Inđićem. Do sada je izdato tridesetak knjiga iz oblasti političke filozofije.
Ivan Vejvoda je objavio brojne radove i članke o političkoj teoriji, demokratiji i tranziciji u društvima istočne Evrope.
U periodu 1984–1993, bio je istraživač u Institutu za evropske studije, 1993–96 predavač i istraživač na Univerzitetu Saseks u Brajtonu (Velika Britanija), 1996-97 gostujući predavač na Makalester koledžu u Minesoti a 1997–98 na Smit koledžu u Masačusetsu.
Kao istraživača, njegova polja interesovanja uključuju: politiku, civilno društvo, vođstvo, Evropska unija, evropske integracije, centralna i istočna Evropa, Balkan i demokratija. Autor je i koautor više naučnih radova, monografija i poglavlja u knjigama.

## Politički i društveni angažman
Tokom devedesetih bio je aktivnih među intelektualcima demokratskog opozicionog pokreta: bio je jedna od osnivača Demokratskog foruma (1990) i "Beogradskog kruga" (1992).
U periodu od 1998. do 2002. godine bio je izvršni direktor Fonda za otvoreno društvo. Sada je Izvršni direktor Balkanskog fonda za demokratiju (od 2003) i potpredsednik Nemačkog Maršalovog fonda.
Bio je član Političkog saveta G17 plus u vreme dok je bio nevladina organizacija (2002). U periodu od 2002-2003. godine bio je savetnik premijera Zorana Đinđića i Zorana Živkovića za spoljne odnose i evropske integracije (2002–2003). A u periodu od 2003-2010. godine bio je izvršni direktor Evropskog fonda za Balkan.
Više puta je u javnosti pominjan kao kandidat za ministra spoljnih poslova Srbije: prvi put 2007. u drugoj vladi Vojislava Koštunice (ministar je postao Vuk Jeremić - kada je navodno baš Jeremić tadašnjem predsedniku Tadiću ukazao na tekst grupe od 20-ak intelektualaca među kojima je bio i Vejvoda, a u kojem je ruski predsednik Vladimira Putina oštro kritikovan), a drugi put 2016. u drugoj vladi Aleksandra Vučića (ministar je postao Ivica Dačić), kada je Vejvoda negirao da mu je ovo mesto bilo nuđeno.
Godine 2017. postao je stalni član bečkog Instituta društvenih nauka na projektu „Evropske budućnosti” (Europe’s Futures).

## Privatni život
Oženjen je i ima jednog sina. Govori engleski, italijanski i francuski jezik.

## Odlikovanja i javna priznanja
- Orden zasluga u rangu oficira (Francuska)[2]
- Orden zvezde solidarnosti u rangu komandira (Italija)[2]
- Nagrada Doprinos godine Evropi za 2010. godinu (nagradu dodeljuje Evropski pokret u Srbiji u saradnji sa Međunarodnim evropskim pokretom, za doprinos procesu evropskih integracija i promociju evropskih ideja i vrednosti)[2]

## Odabrana dela

### Radovi u časopisima
- Vejvoda, I. (2012). Democratic despotism: federal republic of Yugoslavia and Croatia. In Experimenting With Democracy (pp. 229–246). Routledge.
- Kaldor, M., Bojicic, V., & Vejvoda, I. (1997). Reconstruction in the Balkans: a challenge for Europe. Eur. Foreign Aff. Rev., 2, 329.
- Kaldor, M., & Vejvoda, I. (1997). Democratization in central and east European countries. International Affairs, 73(1), 59-82.
- Vejvoda, I. (1996). Serbian perspectives. In International Perspectives on the Yugoslav Conflict (pp. 100–114). Palgrave Macmillan, London.
- Vejvoda, I. (1996). Apolitisme et postcommunisme. Tumultes, (8), 195-206.
- Vejvoda, I. (1994). Yugoslavia and the Empty Place of Power. Praxis international, 13, 346-346.

### Poglavlja u drugim monografijama
- Vejvoda, I. (2009). Civil Society Versus Slobodan Milošević: Serbia, 1991–2000. u Roberts, A., & Ash, T. G. (Eds.). (2009). Civil resistance and power politics: the experience of non-violent action from Gandhi to the present. Oxford university press.
- Kaldor, M., & Vejvoda, I. (1999). Conclusion: Towards a European Democratic Space. Democratization in Central and Eastern Europe.
- Vejvoda, I. (2004). Why did the war happened. The violent dissolution of Yugoslavia, causes, dynamics and effects, 65-80.

### Monografije
- Kaldor, M., & Vejvoda, I. (Eds.). (2002). Democratization in central and eastern Europe. Bloomsbury Publishing.
- Dyker, D. A., & Vejvoda, I. (2014). Yugoslavia and after: a study in fragmentation, despair and rebirth. Routledge.

## Spoljašnje veze
- German Marshall Fund